# (21420) 1998 FL74
1998 أف أل 74 (ويعرف أيضًا باسم (21420) 1998 أف أل 74 وفق تسمية الكوكب الصغير) (بالإنجليزية: 1998 FL74)‏ هو كويكب ضمن حزام الكويكبات؛ وترتيبه 21420 من حيث الاكتشاف.
اكتُشف هذا الجُرم الفلكي بواسطة وولف بيكل ‏ في 21 مارس 1998.

## وصلات خارجية
- (21420) 1998 FL74 في قاعدة بيانات مختبر الدفع النفاث لأجرام النظام الشمسي الصغيرة

- الاكتشاف · مخطط المدار ·  العناصر المدارية · المعلمات المادية

- (21420) 1998 FL74 على موقع ويكي سكاي: DSS2, SDSS, GALEX, IRAS, Hydrogen α, X-Ray, Astrophoto, Sky Map, Articles and images